# Awesome Color
Awesome Color est un groupe de rock indépendant américain, originaire de Brooklyn, à New York. Il est formé en 2004 et dissous en 2010.

## Biographie
Le groupe est formé en 2004 par Michael Troutman (alias Michael Awesome), Allison Busch (alias Allison Awesome) et Derek Stanton, tous trois originaires du Michigan. Inspiré par le garage rock de Détroit, ils attirent l'attention de Thurston Moore qui le signe sur son label Ecstatic Peace!.
Le groupe sort un premier album homonyme en 2006, suivi de Electric Aborigines en 2008. Tous deux ont été rapprochés des Stooges, en particulier de l'album Fun House. Le second est également comparé à The Scientists et Spacemen 3,,. Elizabeth Goodman dans Rolling Stone le décrit comme « un Sonic Youth plus crasseux ». En 2008 le groupe a d'ailleurs effectué une tournée mondiale en première partie de Sonic Youth et Dinosaur Jr..

## Style
Le groupe marque un renouveau dans la scène rock new-yorkaise en pratiquant un noise rock combinant des influences rappelant les Stooges, MC5 ou encore Black Sabbath.
En 2008, leur second album Electric Aborigines, davantage orienté vers le punk que le précédent, reçoit un accueil très favorable de la part de certain critiques.

## Membres
- Michael Troutman (Michael Awesome)
- Derek Stanton (Derek Awesome)
- Allison Busch (Allison Awesome)